# Centro Direzionale
A Centro Direzionale Nápoly új kereskedelmi központja számos felhőkarcolóval, amelyek a város szinte bármely pontjáról láthatóak. A központ kialakításának ötlete 1964-re vezethető vissza, amikor megpróbálták Nápolyban is meghonosítani a felhőkarcolókat. A Centro Direzionale kialakítása Tange Kenzó japán építész 1982-es terveit követi. Az ő ötlete volt a modern Tokió kialakítása 1960-ban illetve a tokiói olimpiai falu megépítése (1964). Olaszországban előzőleg a bolognai kereskedelmi és vásárközpontot tervezte 1975-ben. 
A Centro Direzionale több mint 1 km²-nyi területet foglal el Nápoly Poggioreale kerületéből a Főpályaudvar mellett. 
Kialakítása lenyűgöző: 18 épületszigetből áll, melyek közül számos magassága meghaladja a 100 métert. Az épületek között egyaránt találhatók lakóépületek és irodaépületek is. Kialakításánál figyelembe vették, hogy a nápolyi adminisztráció teljes személyzetét tudják itt elhelyezni (így került át ide a bíróság is). Lényegében „város a városban”. A kiterjedt gyalogos zóna alatt hatalmas parkoló fekszik, ahonnan felvonók viszik az embereket a fákkal, zöldterületekkel teletűzdelt sétálózóna közepébe. Saját metróállomása van.